# Bhucho Mandi
Bhucho Mandi is een nagar panchayat (plaats) in het district Bathinda van de Indiase staat Punjab. 

## Demografie
Volgens de Indiase volkstelling van 2001 wonen er 13.183 mensen in Bhucho Mandi, waarvan 53% mannelijk en 47% vrouwelijk is. De plaats heeft een alfabetiseringsgraad van 63%. 

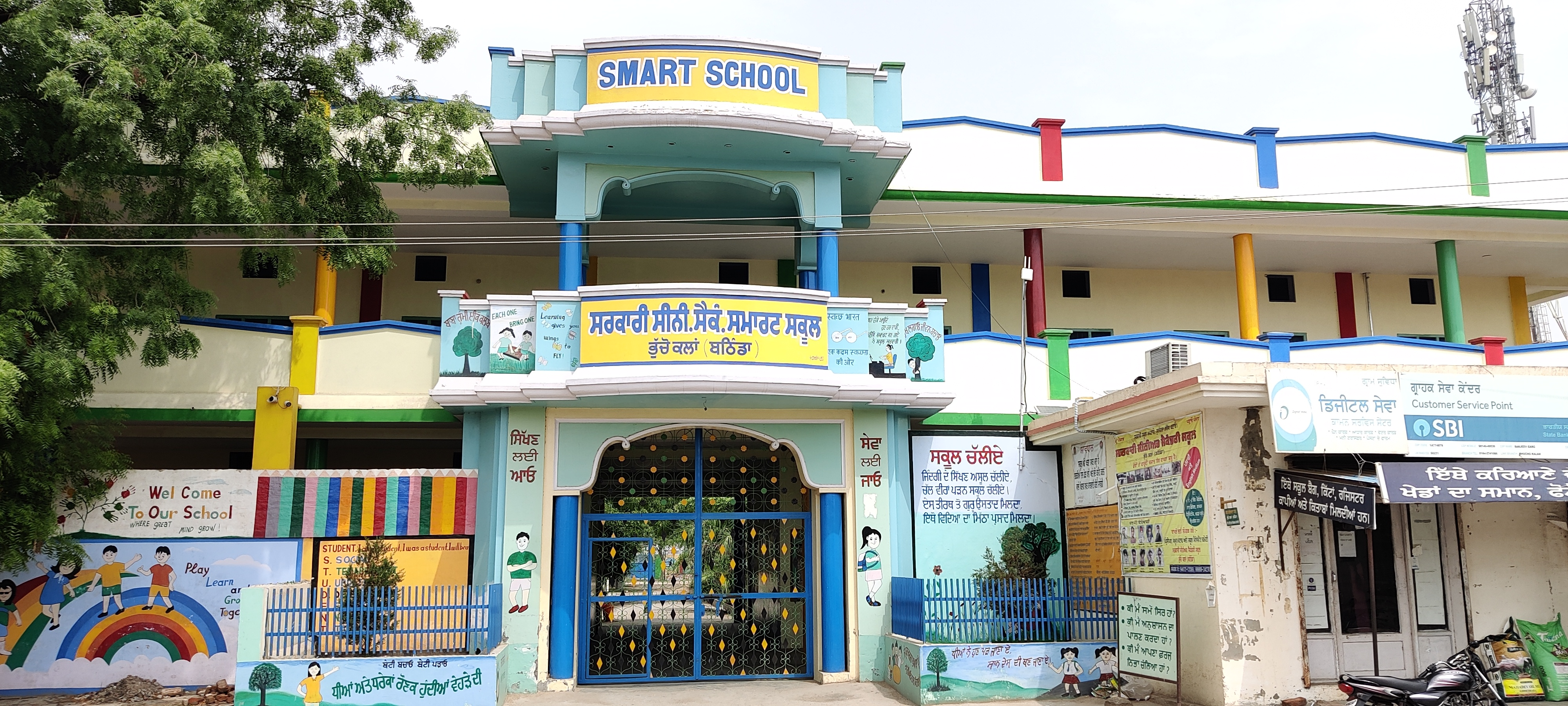
Entrance of Govt. Senior Secondary School Bhucho Kalan(Bathinda)